# اشتباكات إربد 2016
أحداث إربد أو مداهمات اربد هي عمليات مداهمة تمت في مدينة إربد تاريخ 2 آذار 2016 لمدة تراوحت بين 12 - 14 ساعة للبحث عن عناصر إرهابية من تنظيم داعش الإرهابي، حيث بدأت العملية بحدود الساعة الثالثة من فجر يوم الأربعاء 2 آذار 2016 حيث قامت القوات المسلحة الأردنية من شرطة مكافحة الشغب والقوات الخاصة بتفكيك الخلية الإرهابية لهذه العصابة، بعد ان استحكمت باحدى المناطق الشعبية في اربد

## الأحداث
شهدت ليلة الأربعاء الموفق 2 آذار 2016 اشتباكات بين الشرطة الأردنية وجماعات مسلحة استمرت طول الليل في إربد شمال البلاد، حيث حاصرت قوات الأمن مجموعة مسلحة تحصنت في أحد المنازل. وشهدت عمليات المداهمة نشر عشرات من رجال الأمن والمروحيات.
والمنطقة التي تحصن فيها المسلحون مغلقة إغلاقا شديدا بثلاثة أطواق من قوات الأمن، وكانت أصوات انفجارات وقنابل صوتية تسمع من حين لآخر.
وتم إطلاق كثيف للنار قبل الفجر في منطقة الإغلاق التي شملت منطقة حنينة والمنطقة خلف شارع الهاشمي، مؤكدا سقوط قتلى وجرحى من المسلحين، إضافة إلى مقتل رجل أمن.
وكانت وسائل الإعلام ممنوعة من الاقتراب، والجهات الرسمية والأمنية لم تقدم أي معلومات عن عدد المتحصنين أو هوياتهم.
حيث كان ارهابيين سبعة تم القضاء عليهم خلال العملية الأمنية مفخخين بالمتفجرات، فيما تم ضبط كمية كبيرة من الاسلحة والذخائر، وبعضها رشاشات اتوماتيكية، كانت مخبأة تحت المنزل الذي تقيم فيه المجموعة الارهابية.
وكان المخطط الإرهابي لهذه المجموعة يستهدف شخصيات عسكرية ومدنية وبعض المواقع الحساسة، موضحة ان المخابرات العامة رصدت المخطط والمجموعة الارهابية منذ عدة أشهر، وان تحديد ساعة الصفر لمداهمة الارهابيين مساء يوم الثلاثاء اتخذ بناء على معلومات أمنية باقتراب موعد تنفيذ المخطط التخريبي.
وسبق عملية المداهمة في إربد تنفيذ حملات امنية عديدة اسفرت عن اعتقال ارهابيين واعضاء من التيار السلفي في السلط ومادبا وبعض المناطق الأخرى.
وقامت القوات الأمنية المختصة بتتبع المجموعة الإرهابية وتحديد مكانها، حيث اختبأت وتحصنت في إحدى العمارات السكنية بمدينة إربد، بعد أن رفض الإرهابيون مساء الثلاثاء تسليم أنفسهم، وأبدوا مقاومة شديدة لرجال الأمن بالأسلحة الاوتوماتيكية، قامت القوات المختصة بالتعامل مع الموقف بالقوة المناسبة
وقد تم اعتقال بعدها أكثر من ثلاثمئة شخص من التيار نفسه، والتهم التي وجهت إليهم تتعلق بتأييدهم لتنظيم الدولة الإسلامية والترويج له

## أوصاف الإرهابيين
تراوحت أعمار الإرهابيين بين 25 و35 عاما وهم من أبناء مناطق شمالي الأردن ومن المخيم كانوا معروفين جداً بتطرفهم الكبير وبدأ نشاطهم مع البواكير الأولى مع تنظيم القاعدة ثم تقلب بعضهم لصالح جبهة النصرة قبل ان يستقر الأمر بهم في الجناح المؤيد لتنظيم داعش
وينتمي بعض أعضاء الخلية المقبوض عليهم لعشائر معروفة في شمالي الأردن وأربعة منهم على الأقل من سكان مخيم إربد للاجئين الفلسطينيين وأحد هؤلاء فقط بين القتلى وقد تسلمت عائلته بقايا جثته الخميس 4 آذار 2016 ودفنتها بصمت.
المعروفون في المنطقة المحاذية للمخيم حسب شهود العيان كانوا عبارة عن مجموعة متطرفة جداً تكفر المجتمع المحلي وترفض المشاركة في مراسم العزاء والأفراح المحلية على أساس أنها غير شرعية.
الصلة بالمدعو عمر زيدان المفتي العام لتنظيم داعش في مدينة الرقة السورية تبدو أكبر بالنسبة للأعضاء الكبار في السن من خلية إربد فيما لا زالت التحقيقات تختبر المساحة المتعلقة بوجود توجيهات مباشرة من زيدان بتنفيذ عمليات بالأردن خصوصاً وان زيدان مطلوب اصلاً للعدالة الأردنية ومحكوم عليه غيابياً

## مقالات عن العملية
- وصف الملك عبدالله الثاني ابن الحسين الرائد راشد زيود بانه من «خيرة أبناء الوطن» واشاد بالأجهزة الأمنية والعسكرية التي تتصدر بكفاءة لواجبها في حماية الأردن من الإرهاب.[4]
- وصف مدير مكتب الجزيرة في الأردن هذه العملية بالأكثر عنفا والأطول، وسط استنفار أمني وإغلاق للمحال التجارية.[5]
- وفق وكالة رويترز فقد شاركت شرطة مكافحة الشغب والقوات الخاصة بهذه العمليات ضمن ما وصفه مسؤول أمني بأنها واحدة من أكبر عمليات التفتيش عن «الخلايا النائمة» التي تضم متعاطفين مع الجماعات الإسلامية خلال الأعوام الماضية.[5]
- أعلن رئيس الوزراء عبدالله النسور، خلال مداخلة له في جلسة لمجلس الأعيان، انتهاء العملية الأمنية في إربد. وقال إنها «عملية نوعية نفذتها قوة خاصة من عدد من مرتبات الاجهزة الامنية والعسكرية بحدود الثالثة من فجر الثلاثاء»[5]
- قال الكاتب عبدالباري عطوان عملية إربد “الاستباقية” تشكل تحذيرا خطيرا للاردن وتغييرا في قوانين اللعبة مع الجماعات “الجهادية” وتنظيم “الدولة الإسلامية” خاصة.. فكيف سيواجه هذا التحدي؟ ووصف عمليات المداهمة في إربد باسم «معركة إربد»[6]
- قال النائب محمود الخرابشة إن المرحلة المقبلة تتطلب مزيدا من الحذر الأمني ورصّ الصفوف ويقظة جميع الأجهزة الأمنية في الداخل وعلى الحدود لملاحقة «الإرهابيين» في أوكارهم.[7]

## النتائج
نجم عن الاشتباك وفاة الرائد راشد حسين الزيود، وإصابة 5 من القوات المسلحة الأردنية، واثنين من المارة، بالإضافة إلى مقتل 7 عناصر إرهابية كانوا يرتدون أحزمة ناسفة ويطلقون النار على قوات الأمن، وتم اعتقال 13 عنصرا على صلة بالهجوم.